# Hugo von Matuschka-Greiffenclau
Hugo Julius Franz Gustav Arthur Graf von Matuschka, Freiherr von Toppolczan und Spaetgen, ab 1862 zusätzlich Freiherr von Greiffenclau, genannt Graf Matuschka-Greiffenclau (* 12. Februar 1822 auf Schloss Kupferberg in Kupferberg im Riesengebirge, Niederschlesien; † 12. Februar 1898 in Wiesbaden) war Weingutsbesitzer zu Vollrads und Politiker.

## Familie
Er war der Sohn des Gustav Graf von Matuschka-Toppolczan (1793–1868) und der Julie Freiin von Hoverden-Plencken (1788–1849). Matuschka heiratete am 22. April 1846 in Hirschberg (Niederschlesien) Sophia Reichsfreiin von Greiffenclau (* 21. November 1824 in Prag; † 3. Februar 1909 in Wiesbaden), die Tochter von Aloys Philipp Carl Freiherr von Greiffenclau zu Vollrads (1778–1825) und der Elisabeth von Nostitz-Rieneck (1799–1884). Sophia war Fideikommissherrin auf Vollrads im Rheingau und ab 1860 die Letzte ihres Geschlechts. Deshalb erhielt Matuschka am 27. September 1862 in Potsdam die königlich preußische Genehmigung zur Namen- und Wappenvereinigung mit denen der Freiherren von Greiffenclau. Seine Schwester Clara war mit dem Gutsbesitzer auf Girbirgsdorf bei Görlitz, Oberstleutnant Karl von L`Estocq verheiratet. Dieser war der Sohn des Anton Wilhelm von L’Estocq.

## Leben
Matuschka war königlich preußischer Kammerherr sowie Guts- und Weingutsbesitzer zu Vollrads (heute Ortsteil von Oestrich-Winkel), wohnhaft auf Schloss Vollrads. Von 1875 bis 1886 war er Vorsitzender des Kommunallandtags des Regierungsbezirks Wiesbaden. Am 24. Oktober 1879 wurde er zusammen mit Karl Lotichius (1819–1892) als erstes Mitglied aus Nassau ins Preußische Herrenhauses auf Lebenszeit berufen. Er beteiligte sich an der Arbeit des Hauses in verschiedenen Kommissionen.